# Ллойд, Генри

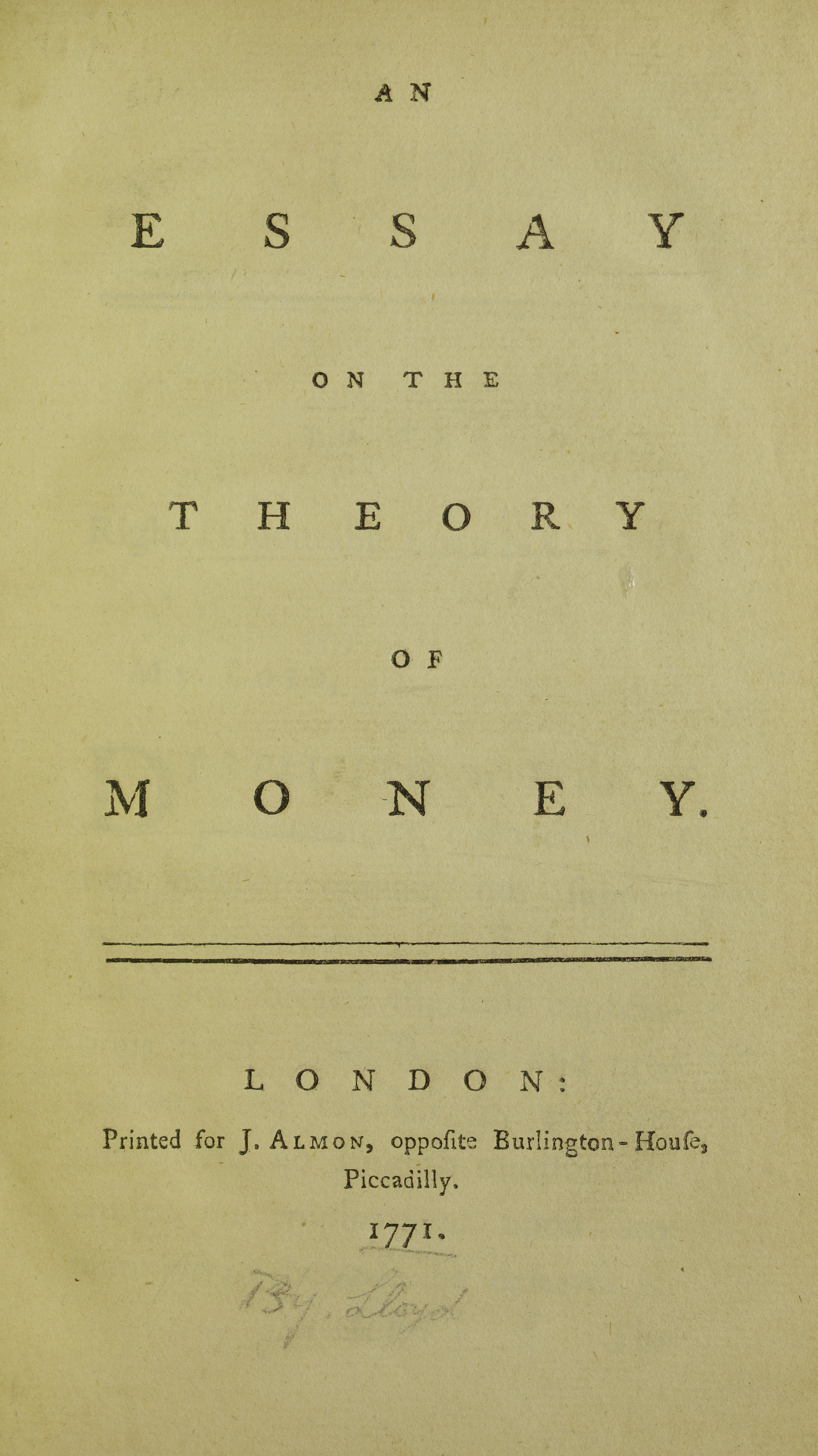
Essay on the theory of money, 1771

Генри Хэмпфри Эванс Ллойд (около 1720, Кумбихан, Мерионетшир, Уэльс — 19 июня 1783, Юи, Бельгия, или Гаага) — британский валлийский военный писатель, теоретик и историк.

## Биография
Родился в семье священника. Был валлийским националистом, стремившимся к восстановлению независимости Уэльса.
По собственному внутреннему влечению он занялся военными науками, но по бедности не мог купить офицерский патент в британской армии. Поэтому в 1744 году он поступил на службу во французскую армию, но не получил офицерского звания и провёл год в колледже иезуитов, изучая военно-инженерное дело. В 1745 году в составе французской армии участвовал в войне в Австрийских Нидерландах. Затем выполнял секретные поручения под видом священника на юге Англии в рамках подготовки французского вторжения; был арестован, но выкуплен из плена и вернулся во Францию, продолжил военную карьеру, некоторое время служил в прусской армии, в 1754 году снова вернулся к французам и был вновь направлен шпионом на юг Англии, на этот раз под видом купца.
Принимал участие в Семилетней войне — сначала в австрийской армии был адъютантом австрийского фельдмаршала Ф. М. Ласи получил чин подполковника, потом, с 1760 года, в прусской, в 1763 году некоторое время служил в португальской армии, а после заключения мира сначала уехал в Англию, где, возможно, стал работать на английское правительство, а в 1773 году поступил в русские войска с чином генерал-майора; участвовал в войне против турок (1768—1774), командовал дивизией и особенно отличился при осаде Силистрии (1774). Также сражался в рядах российской армии в войне против Швеции. Доверие, которым пользовался Ллойд у российской императрицы, равно как прямота и независимость его характера, возбудили против него интриги, вынудившие его выйти в отставку. После отъезда из России жил в Англии и Австрийских Нидерландах, путешествовал по Италии, Испании и Гибралтару.
Известен как автор первого научного трактата о стратегии, составляющего вступление к военно-историческому труду о Семилетней войне: «History of the war between the Empress of Germany and her allies» (1782); это сочинение обобщило военную стратегию его времени в виде определённой системы. В данной работе Ллойд подчёркивал тесную связь войны и политики, а также факторы национальных особенностей и моральной этики. Труд содержит теоретическое обоснование стратегии, основанной на магазинной системе снабжения, распространённой в XVIII веке; также в ней были введены термины «базис военных действий» и «операционная линия»: под первым понимался пункт размещения главных магазинов, под второй — путь от базиса до цели военных действий. В этой же работе им были предложены собственные методы ведения войн различного характера: как наступательных, так и оборонительных. Несмотря на важность для своего времени, данная работа была не вполне последовательной и в значительной степени догматической.
Ему же принадлежит труд «A political and military rhapsody on the defence of Great Britain» (1779), в котором рассматривается вопрос о возможности неприятельского вторжения в Англию. Из предпринятой им «Истории семилетней войны» он успел написать лишь первые два тома; остальные принадлежат перу Темпельгофа.